# Honshu
Honshu ou Honxu (本州, Honshū, lit."região principal"), antigamente chamada Hondô, é a maior das ilhas do arquipélago japonês.

## Geografia
Com cerca de 28 000 km² de área, Honxu é o centro nervoso do Japão. Correspondendo a praticamente 60% da área do território do país, a ilha é a sétima maior do mundo, e a segunda em termos de concentração populacional, ficando atrás apenas de Java. Honxu tem o formato de um arco, com aproximadamente 1 300 km de comprimento e não mais que 230 km de largura.
Além da capital japonesa, Tóquio, em Honxu também estão localizadas as três maiores cidades após a capital: Iocoama — onde se encontra o maior porto japonês, que serve à região de Tóquio — , Osaca e Nagoia. Outras cidades importantes, como Quioto, antiga capital do país, Cobe — local do segundo maior porto japonês, que atende à região industrial de Osaka — e Hiroxima, a sudoeste, primeira cidade a sofrer um ataque nuclear, também se encontram em Honxu.
A ilha se divide em cinco regiões: Chugoku, a oeste, Kansai, ao sul de Chugoku, Chūbu, ao centro, Kanto, ao leste, e Tohoku, ao norte. A ilha é cortada pelos Alpes japoneses, onde se localiza o monte Fuji. Ao norte vigora o clima temperado e ao sul, subtropical.
A planície de Kanto, onde se encontra Tóquio, é a maior da ilha, e também a maior do Japão, com 13 000 km² de extensão. A planície de Nōbi, situada ao redor da cidade de Nagoia, a planície de Kinki, em que estão Osaca, Quioto, e a planície de Sendai, a nordeste de Honxu são outras planícies importantes, com grande importância histórica por serem áreas cultiváveis e, portanto, alvo de diversas disputas.

## Regiões administrativas e prefeituras
A ilha contém 34 prefeituras, incluindo a Região Metropolitana de Tóquio. Algumas ilhas menores também são administradas pelas prefeituras, incluindo as Ilhas Ogasawara, Sado, Izu Ōshima, e Awaji.
As regiões e suas prefeituras são:
- Tohoku consiste de seis prefeituras
  -  Akita
  -  Aomori
  -  Fukushima
  -  Iwate
  -  Miyagi
  -  Yamagata

- Kantō consiste de sete prefeituras, incluindo a metrópole de Tokyo
  -  Chiba
  -  Gunma
  -  Ibaraki
  -  Kanagawa
  -  Saitama
  -  Tochigi
  -  Tokyo

- Chūbu consiste de nove prefeituras
  -  Aichi
  -  Fukui
  -  Gifu
  -  Ishikawa
  -  Nagano
  -  Niigata
  -  Shizuoka
  -  Toyama
  -  Yamanashi
- Kansai consiste de sete prefeituras
  -  Hyōgo
  -  Kyoto
  -  Mie
  -  Nara
  -  Osaka
  -  Shiga
  -  Wakayama
- Chūgoku consiste de cinco prefeituras.
  -  Hiroshima
  -  Okayama
  -  Shimane
  -  Tottori
  -  Yamaguchi